# Rezerwat przyrody Reptowo

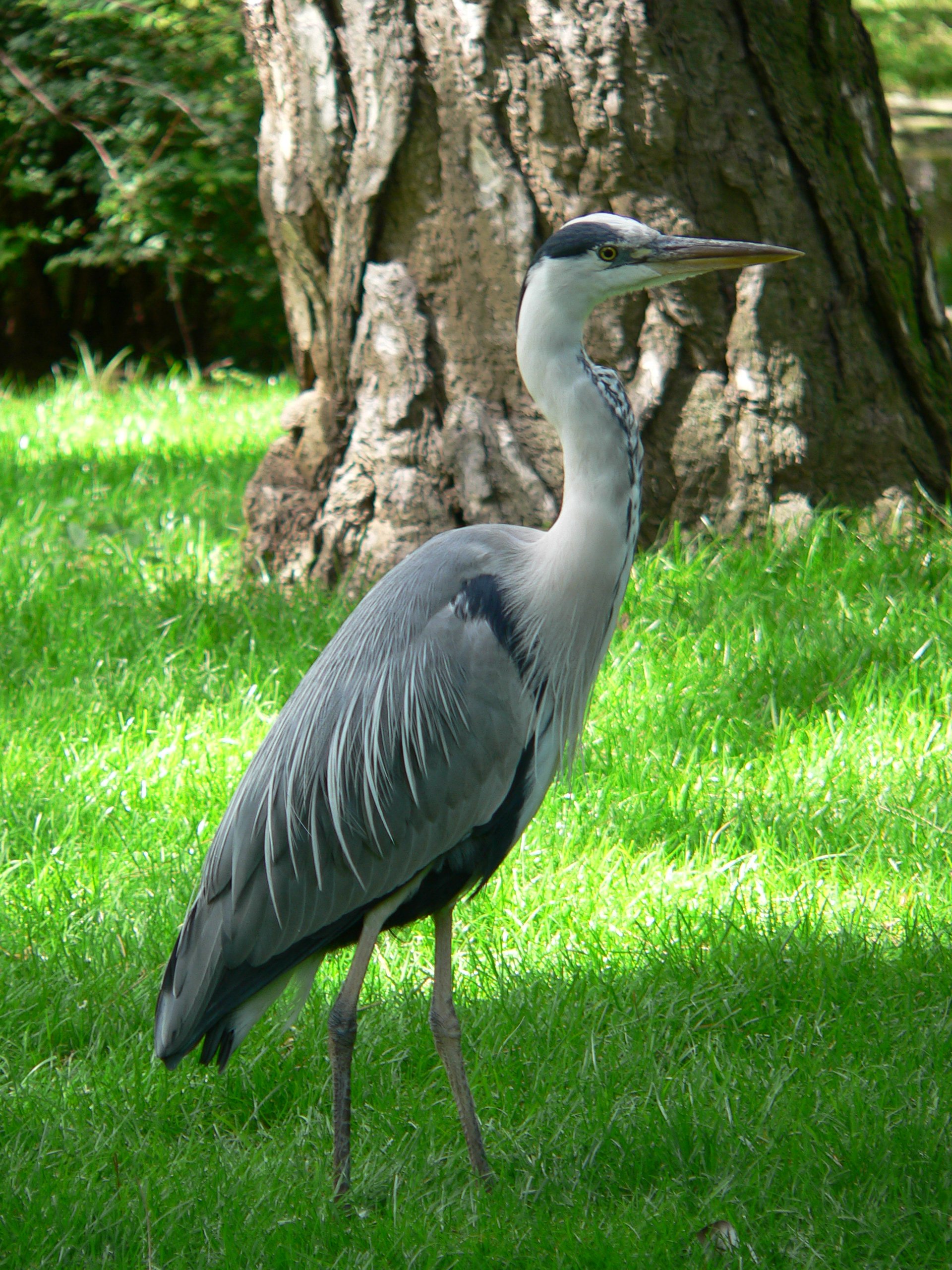
Czapla siwa chroniona w rezerwacie

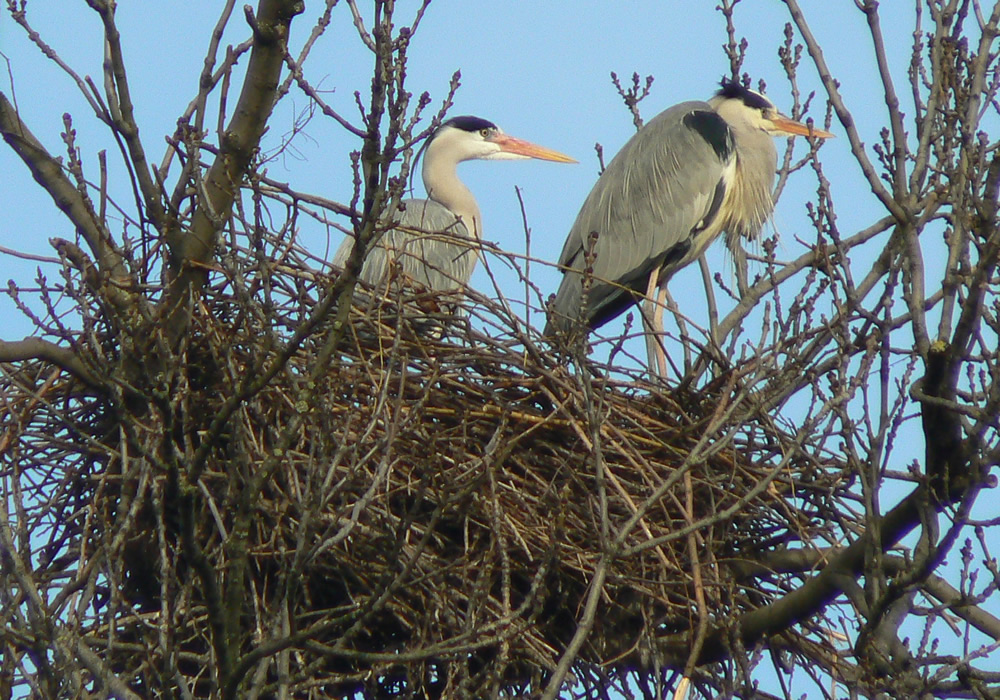
Gniazda czapli na drzewach

Rezerwat przyrody Reptowo – rezerwat faunistyczny o powierzchni 4,14 ha, położony w województwie kujawsko-pomorskim, powiecie bydgoskim i gminie Dąbrowa Chełmińska.
Obszar rezerwatu podlega ochronie ścisłej.

## Lokalizacja
Pod względem fizycznogeograficznym rezerwat znajduje się w mezoregionie Pojezierze Chełmińskie (315.11). Znajduje się w Nadleśnictwie Toruń, leśnictwie Reptowo, w lesie przy drodze wojewódzkiej nr 551, między miejscowościami Nowy Dwór i Dąbrowa Chełmińska.
Rezerwat jest położony na płaskim terenie, w obrębie Nadwiślańskiego Parku Krajobrazowego stanowiącego część Zespołu Parków Krajobrazowych nad Dolną Wisłą.

## Historia
Rezerwat został utworzony na mocy Zarządzenia nr 137 Ministra Leśnictwa i Przemysłu Leśnego z dnia 28 lipca 1962 r. na powierzchni 3,62 ha. Obwieszczenie Wojewody Kujawsko-Pomorskiego z dnia 30 listopada 2001 r. w sprawie wykazu rezerwatów przyrody utworzonych do 31 grudnia 1998 r. podało, że powierzchnia rezerwatu wynosi 4,14 ha.

## Charakterystyka
Rezerwat „Reptowo” chroni stanowisko lęgowe czapli siwej. Gniazda czapli umieszczone są w koronach 200-letnich sosen, tworzących miejscowy drzewostan.
Miejscem żerowania dla osobników tego gatunku jest pobliska dolina Wisły, a zwłaszcza występujące na tym terenie starorzecza i oczka wodne.
Czapla żeruje brodząc w wodzie lub po wilgotnych łąkach, a za pokarm służą jej drobne ryby, płazy i małe ssaki. Według danych z 1991 roku kolonię tworzyły 54 gniazda na 17 sztukach drzew. Poza czaplą, na terenie rezerwatu i jego otuliny gniazdują liczne gatunki ptactwa śpiewającego.
Drzewostan rezerwatu jest w końcowym stadium regeneracji naturalnego zbiorowiska grądowego. Panująca tu niegdyś sosna jest wypierana przez gatunki liściaste, głównie jawor i jesion w wieku 40–120 lat, a ponadto brzozę, 120-letnie dęby oraz sporadycznie klon, buk, wiąz, osikę i grab.
Pod okapem drzew warstwę podszytową tworzy głównie bez czarny, a także trzmielina zwyczajna, jarzębina, suchodrzew, berberys oraz agrest. W północnej części rezerwatu występuje grupa jarząbu mącznego.

## Szlaki turystyczne
Przez rezerwat przebiega  pieszy szlak turystyczny „Rezerwatów Chełmińskich” Bydgoszcz Fordon – Chełmno (48 km). Podążając nim pieszo lub rowerem można zwiedzić rezerwaty rozlokowane na prawym zboczu Doliny Wisły:
1. Wielka Kępa Ostromecka (leśny),
2. Las Mariański (leśny),
3. Reptowo,
4. Linje (torfowiskowy),
5. Płutowo (leśny),
6. Zbocza Płutowskie (stepowy),
7. Góra św. Wawrzyńca (stepowy),
8. Ostrów Panieński (leśny),
9. Łęgi na Ostrowiu Panieńskim (leśny)